# 羅嘉駿
羅嘉駿（Law Ka Chun Steve，1990年4月5日—），香港劇集、紀錄片及廣告導演及監製。

## 簡介
2020年，憑ViuTV電視劇集《二月廿九》獲觀眾認識。
曾經導演、監製的劇集作品包括《二月廿九》、《瑪嘉烈與大衛系列 前度》特別篇以及《940920》，紀實節目則包括《夜曲13》及《比賽誌》。
在學期間於香港電台兼職多媒體記者，畢業後曾任劇集及廣告副導演，及後在香港中文大學新聞與傳播學院任職助教；2014年，與朋友創辦製作公司Pigture （页面存档备份，存于），開始其導演工作。
2020年起於香港浸會大學擔任兼任講師，教授媒體拍攝相關科目；2021年起於ViuTV任職監製。

## 獎項
2017年憑電視紀錄片《夜曲13》獲New York Festivals Bronze World Medal。
2019年，首個電影劇本《無人認領》入選台灣金馬創投會議及香港亞洲電影投資會綠燈行動計劃。
2020年憑電視劇《二月廿九》獲得Asian Academy Creative Awards香港最佳劇集。

## 軼事
- 《二月廿九》播出時，觀眾因擔心劇內角色死亡而宣稱要郵寄刀片予羅嘉駿導演，自此他被戲稱為「刀導」或「刀演」。

## 作品

### 電視劇
| 首播   | 劇集                        | 備註                               |
| ViuTV  |                             |                                    |
| 2017年 | 瑪嘉烈與大衛系列 前度特別篇 | 首部導演、監製及原創故事之劇集作品 |
| 2020年 | 二月廿九                    | 代表作品                           |
| 2022年 | 940920                      | 二月廿九續作                       |
| 2024年 | 十七年命運週期              |                                    |

### 紀實節目
| 首播   | 節目名稱 | 備註             |
| ViuTV  |          |                  |
| 2016年 | 夜曲13   | 實驗電視時段播放 |
| 2018年 | 比賽誌   |                  |

### 其他執導作品
| 類型   | 名稱                    | 備註 |
| MV執導 | 洪嘉豪 - 親愛的 Dearest |      |

## 外部連結
- Steve Law的Facebook專頁
- 羅嘉駿的Instagram帳戶
- 羅嘉駿的Twitch频道